# دروناچالام
دروناچالام (به انگلیسی: Dhone) یک منطقهٔ مسکونی در هند است که در Dhone mandal واقع شده‌است. دروناچالام ۲٫۵۹ کیلومتر مربع مساحت و ۵۹٬۲۷۲ نفر جمعیت دارد.